# Ендометроидни тумор
Ендометриоидни тумори (ЕТ) су класа тумора који настају у материци или јајницима, и чине 80% карцинома ендометријума и 20% злоћудних (малигних) тумора јајника. ЕТ хистолошки подсећају на ендометријалне жлезде.